# Фундаментална космичка биологија
Фундаментална космичка биологија (ФКБ) (енгл. Fundamental space biology) је НАСА-ин програм који окупља научнике са универзитета широм Света у НАСА - центаре за проучавање основних биолошких процеса на земљи и у току космичких летова. Програм је заснован на мултидисциплинарном приступу истраживањим у области космичке биологије и космичке медицине. Научници окупљени у овај програм не проучавају само утицаје космичке средине на основне биолошке процесе у организму човека и других биолошких бића већ се баве истраживањем могућности ванземаљског живота, у дужем временском периоду. Такође објекат истраживања, у оквиру програма, су жива бића на Земљи која бораве у крајње екстремним условима како би се пронашле врсте које се успешно могу прилагодити космичким условима, као и примене специфичних адаптационих механизама, као основе у селекцији биолошких јединки и генетичком инжењерству.
То је научни пројекат који се интензивно развија последњих година упоредо са астрономијом, космонаутиком, астрофизиком, астрохемијом, гравитационом биологијом, космичком медицином...
Са настанком свемирског доба, створена је потреба за експериментисање и проучавање услова који владају у космосу, о коме је човека „сањао“ од сопственог постанка. Космичким истраживањима, не врши се само истраживање физичких, метеоролошких и других услова, већ и основни биолошки механизми космичке средине.
На пример, космонаути су изложени микрогравитацији, космичком и сунчевом зрачењу итд, и због тога пате од губитка мишићне и коштане масе и поремећаја функција имунског система. Многи од ових ефеката слични су и могу се упоредити са онима на Земљи које уочавамо код људи током процеса старења.
Са повећањем броја и трајања појединих мисија (нпр. руски космонаут Валериј Пољаков боравио је 437 дана у космосу), истраживања о ефектима тих утицаја су од изузетног значаја, како би се утврдила изводљивост и безбедност дуготрајних свемирских мисија.
Део тих истраживања има такође фундаменталну улогу у изучавању улоге гравитације у еволуцији и развоју живота на Земљи.
Главне истраживачке активности, које су у фокусу ФКБ, у области су проучавања ефеката микрогравитације на ћелије и инжењеринг експерименталног хардвера (у коме је кључна компонента хардвер модула у центрифуги која омогућава истраживања у орбити). Експерименти са једноћелијским културама спроводе се у свемирским лабораторијама у току; параболичних летова, у сондажним ракетама и на уређајима за симулацију микрогравитације (центрифугама).

## Историја
Фундаментална космичка биологија (ФКБ) настала је као један од четири истраживачка пројекта у оквиру НАСА канцеларије за биолошка и физичка истраживање (Office of Biological and Physical Research (OBPR).). ОБПР настала као посебна канцеларија НАСА-е током 2000. године реорганизована је у Канцеларију за изучавање живота у условима микрогравитације (ОЛМСА), затим Канцеларију за хумана истраживање и развој у космосу (ХЕДС). ОБПР је организован тако да ојача способност агенције да одговори на бројне изазове које доноси све већи развој и новооткривене могућности у областима као што су молекуларна биологија, нанотехнологија, информационе технологије, и генетика. Пре стварања ОБПР, Фундаментална просторна биологија била је програм у оквиру ОЛМСА познат као гравитациона биологија и екологија.

## Нове науке о космосу
Астрофизика — део је астрономије који се првенствено бави физиком свемира, укључујући луминозитет, густину, температуру и хемијски састав звезда, галаксија и међузвезданог простора, као и њиховом интеракцијом.
Астрохемија — грана је науке у којој се преклапаја астрономија и хемија. Астрохемија изучава хемијске елементе и њихове молекуле какве се јављају у свемиру. Користе се подаци о небеским телима добијени из астрономских инструмената да би се одредила хемијска структура небеских тела.
Космичка биологија — наука је која проучава настанак, еволуцију, распрострањеност и будућност живота (биолошких система) у свемиру; ванземаљски живот и живот на Земљи. Ова мултидисциплинарна наука покрива; трагање за настањивим окружењем у нашем Сунчевом систему, насељивим планетама ван њега и доказа о постојању пребиотских хемијских спојева. Такође врши лабораторијске и теренске студије о пореклу и раном развоју земаљског живота и проучава могућности прилагођавања живих бића екстремним условима на нашој планети и космосу.
Космичка екологија — грана је науке која проучава узајамне односе живих бића у космосу и однос живих бића према неживој природи и како преживети у космосу?
Космичка медицина — грана је превентивне медицине и медицине рада и значајна компонента ваздухопловно-космичке безбедности и космичких истраживања. Потекла из ваздухопловне медицине, 1940-их она се убрзано развија као самостална грана медицине, али и даље тесно и нераскидиво сарађује са њом, како би испунила захтеве у заштити здравља, не само космонаута, већ и обичних грађана, и омогућила им будући боравак на новим, негостољубивим просторима космоса. Космичка медицина проучава утицај летења космичким летелицама и средине у којој се оне крећу на организам космонаута и у пракси примењује одређене методе превентивне медицинске заштите у спречавању негативног утицаја лансирања и боравка у космосу на живот и здравље човека, као и настанак ванредних догађаја и катастрофа, које карактерише велики губитак људских живота, материјалних добара и поремећај еколошких система.

## Основне поставке
Само живот који живимо у универзуму (једини живот за који знамо), је живот на Земљи, у свим његовим огромним разноликостима. Свако живо биће еволуирало је под заједничким утицајем Земљине гравитације атмосфера, и зрачења на различите начине.
Истраживање космоса подразумева „одвајање“ организама, укључујући и људи, из средине на Земљи на коју су се успешно адаптирали, и довођење у нову мање гостољубиву средину космоса. Окружење у космосу и на другим планетама знатно се разликују од оних на Земљи. Зато космичка биологија себи поставља безброј питања;
- Могу ли се системи живих организама прилагодити и напредовати у космосу у дужем временском периоду?
- Како се то може безбедно постићи?
- Да ли постоје карактеристике могућег живљења у космосу, запамћене у генетском коду организама, и да ли се оне могу посматрати далеко од Земљиног окружења?
- Који су то биолошки феномени који су повезани са променама у гравитационим сигналима - посебно они повезани са космосом и ванземаљским окружењем?.
- Која је улога гравитације у регулисању сопствених система, што може дати пуније разумевање о томе како наша тело функционише на земљи?

Ово су само нека, од мноштва других специфичних питања, кој су области проучавањ космичке биологије.
Током последњих 30 година човековог летења космосом, откривено је да људи, биљке и животиње подлежу променама које су у непосредној вези са ефективним одсуство гравитације. Спровођењем контролисаних истраживања у условима вештачке околине којом створени услове живота слични оним у космосу, може се одредити колико се живи системи прилагођавају, развијају и еволуирају у овом виртуелном свету. Досадашња сазнања указује на то да се уз одговарајућу подршку, живот може успешно прилагодити и стаништима ван Земље. Када будемо овладали сазнањима како се ти системи мењају, као одговор на одсуство гравитације, потпуно ћемо разумети и живот на нашој планети.
Човеково прилагођавање микрогравитацији космоса мора да буде минимум у низу функција повезаних са здрављем, укључујући ту и додатну и брзу реадаптатацију организма на гравитацију Земље након слетања. Истраживања космичке биологије су зато од кључног значаја за одређивање који биолошких механизми селективно контролишу адаптацију на космичку животну средину. Са овим сазнањима, човек је у стању да осигура безбедност људи у току летења. Истраживања космичке биологије такође подржавају развој вештачких екосистема у свемирским летелицама и планетарним базама, које су од суштинског значаја за пружање дугорочне подршке системима за људска истраживање изван Земље.
Сазнања космичке биологије такође нам помажу да разумемо како је живот на Земљи, еволуирао у сталном гравитационом окружењу. Животна еволуција захтевала је између мора, земљиште и ваздух посебне адаптивне механизме за превазилажење утицаја гравитације. Створене могућности да се проучава адаптације малих организама, кроз више генерација у космосу, у варијабилним гравитационим нивоима, пружа јединствени поглед у историју живота на Земљи.

## Прва биолошка истраживања у космосу
| Прва биолошка истраживања у космосу | Прва биолошка истраживања у космосу | Прва биолошка истраживања у космосу | Прва биолошка истраживања у космосу                                      | Прва биолошка истраживања у космосу                                                                  | Прва биолошка истраживања у космосу                  |
| Назив летелице                      | Датум лета                          | Трајање лета                        | Врсте биолошких узорака                                                  | Биолошко безбедносне карактеристике лета                                                             | Реализација задатка                                  |
| ----------------------------------- | ----------------------------------- | ----------------------------------- | ------------------------------------------------------------------------ | --- | ---------------------------------------------------- |
| Други вештачких сателит око Земље   | 3. новембар 1957.                   |                                     | Пас Лајка                                                                | Регистрација: ЕКГ, артеријског притиска, учесталости дисања, моторичке активности                    | Сателит се због квара није вратио на Земљу           |
| Други свемирски брод-сателит        | 19. август 1960.                    | 1 дан                               | Пси Стрелка и Белка, миш, семе биљака, ћелијска култура, инсекти         | Регистрација: ЕКГ, артеријског притиска, дисања, температуре тела, мишићне активности                | Прве животиње које су се вратиле на Земљу из свемира |
| Трећи свемирски брод-сателит        | 1. децембар 1960                    | 1 дан                               | Пси Пчелка и Мушка, морско прасе, пацов, миш, семе биљака                | Регистрација код паса; ЕКГ, артеријског притиска, дисања, температуре тела, мишићне активности (ЕМГ) | Сателит се није вратио због техничкох проблема       |
| Четврти свемирски брод-сателит      | 9. март 1961                        | 1,5 час                             | Пас Чернушка, миш, заморац, мува, семе биљака, бактерије                 | Регистрација; ЕКГ, дисања, сфигмограма                                                               | Салтелит се безбедно спустио по завршетку програма   |
| Пети свемирски брод-сателит         | 25. март 1961                       | 1,5 час                             | Пас Звездочка, морско прасе, мува, семе биљака, бактерије, култура ткива | Регистрација: ЕКГ, дисања, сфигмограма                                                               | Салтелит се безбедно спустио по завршетку програма   |

## Програм фундаменталне космичке биологије
Фундаментална космичка биологија (ФКБ) је НАСА-ин програм који окупља научнике са универзитета широм Земље и у НАСА - центарима, за проучавање основних биолошких процеса на земљи и у току космичких лететова, заснованог на основама мултидисциплинарног приступа овом истраживању.
Окупљањем многобројних научника и технологија на једном месту, НАСА-ин програм покушава да одговори на најосновније питања која су повезана са еволуцијом, развојем и функцијама живих система какао на земљи тако и за време дуготрајног боравка у космосу.

### Циљеви програма
Фундаментална космичка биологија настоји да прошири наша сазнања о основним биолошким процесима и њиховим механизмима преко којих ови процеси делују, реагују, или се прилагођавају космичкој животној средини. Захваљујући материјалним, кадровским и техничким ресурсима НАСА-ине агенције, омогућено је научницима из области космичке биологије и многих других грана науке, да спроведу своја истраживања на људима, и другим организмима, у космосу и на тај начин постигну напредак у реализацији основних принципа у биолошким наукама, који могу бити од великог значаја за будућа путовања и дуготрајан боравак и живот у космосу.
Основне поставке на које покушава да у својим истраживањима одговори фундаментална космичка биологија кроз свој програм, заправо су ова кључна питања:
- Како космос утиче на живот у његовом најосновнијем облику, почев од гена у ћелији?
- Како дуготрајни боравак у космосу утиче на организам?
- Идентификовати микрогравитацијом изазваних болести (нпр. остеопорозе, мишићне атрофије, срчаних проблема и др), и дефинисање нових терапија за превенцију и лечење ових болести, од које ће имати користи како космонаути, тако и људи на Земљи, на крају[20].
- Како космичка средина утиче на поједине развојне циклусе и њихове функције у организму?
- Како реагују поједини системи у организму и које су њихове промене и међусобне интеракција у космичкој средини?

### Област истраживања
Фундаментална космичка биологија је тренутно своја истраживања (финансијски подржана од од 2000. од стране НАСЕ и других научних установа у свету) усмерила у следећих шест различитих области:

#### Молекуларне структуре и физичке интеракције
Ова област изучава физичке ефекте летења космосом на ћелије и организме. Бројне физичке интеракције у космосу могу да утичу на размену гасова, промене у пренос топлоте, и поремећај дифузије и метаболичке процесе.
Зато истраживања у овој области имају за циљ да утврда како биофизички ефекати гравитације мењају раст, развој и функције једноћелијски и вишећелијских организама?

#### Ћелијска и молекуларна биологија
Главни зататак ћелијске и молекуларне биологије је да истражи генске, молекуларне и ћелијске нивое и открије специфичне промене које могу у ћелији настати у условима микрогравитације, и помогну у разумевању молекуларних механизама који изазивају ове ефекте.
Зато истраживања у овој области треба да открију међусобну повезаност промена у гравитационој сили и другим факторима у космосу и како они могу директно или индиректно да утичу, на ћелије, једноћелијских организама, тако и на поједина ткива и како она реагују на космичку животну средину на генетском, молекуларном и ћелијском нивоу?

#### Развојна биологија
Развојна биологија има задатак да истражи и утврди улогу гравитације на нормалан развој и функције организма, фазе живота (од пуне зрелости до смрти), као и друге учинке космичке животне средине на способност организама да се репродукује, као и способност да произведе наредну генерацију?.
Зато је од кључног значаја за ову област, изучавање механизама којима космичка средина може утицати на развој наредних генерација. Такође, и да истражи утицај космичке животне средине на понашање јединке, трајање животног века и процесе старења.

#### Компаративна биологија организма
У овој области, компаративни приступ се користи за разумевање како организам трансдукује, опажа, интегрише или одговора на гравитациону силу, и да истражи ефекте хипер и хипо гравитације на развојне, регенеративне, и репродуктивне процесе и регулисање физиолошких система (нпр. нервног, мишићно-скелетног, кардиоваскуларног), и да проучи у каквој су интеракцији гравитација и други фактори космичке животне средине.
Компаративна биологија организма истиче физиолошке, мобилне, и молекуларне механизме дејства гравитације и свемирски летова на раст, развој, састав и физиолошке и бихевиоралне функције животиња и виших биљака преко филогенетских скала.

#### Еволуциона биологија
Ова област има за циљ да разуме улогу гравитације у процесима биолошке еволуције. Истраживања су тако дизајнирана да укажу на основне механизме и путеви који су утицали на развој вишећелијских организама на Земљи и испита процесе који омогућавају организму да се развија и одговори на промене у окружењу.

#### Гравитациона екологија
Циљ истраживања гравитационе екологије је да схвати како гравитација и други фактори у универзуму утичу на структуру, функцију и стабилност екосистема, посебно оних у космичким летелицама или у планетарним стаништима.
Од посебног интереса за гравитациону екологију су истраживања микробиолошких популација или заједница.
Спровођењем еколошких истраживања на различитим нивоима утврђује се интензитет изложености и врста космичких штетних фактора, и одређује њихов утицај на екосистеме, а истовремено и проверава учинак система заштите летелице и заштитних средстава људске посаде од штетних фактора космоса.